# André Félibien
André Félibien, Senhor des Avaux et de Javercy (Chartres, 1619 – Paris, 11 de junho de 1695), foi um historiógrafo, cronista e teórico da arte da França.
Com quatorze anos se mudou para Paris para estudar, e em seguida viajou para Roma, na condição de secretário do embaixador francês. Lá estudou os monumentos antigos e vasculhou as bibliotecas clássicas, além de entrar em contato com intelectuais e artistas. Voltando para a França transcreveu suas experiências italianas nos Entretiens. Logo Colbert e Fouquet reconheceram suas habilidades e o introduziram na Academia de Inscrições e Belas-Letras, e em seguida se tornou cronista da vida palaciana na corte de Luís XIV. Em 1671 foi nomeado secretário da Academia Real de Arquitetura, onde deu palestras, também palestrou na Academia Real de Pintura e Escultura, e em 1673 foi indicado curador do gabinete de antiguidades do Palais Brion. No ano seguinte escreveu Description sommaire, um guia sobre o palácio de Versalhes. Entre várias atribuições oficiais encontrou tempo para continuar estudando e escrevendo sobre arte, sendo um dos fundadores da crítica de arte francesa, lançando entre outros conceitos o da hierarquia dos gêneros.

## Obras
- Entretiens sur les vies et sur les ouvrages des plus excellents peintres anciens et modernes
- L'Origine de la peinture, 1660
- Des principes de l'architecture, de la sculpture, de la peinture… avec un dictionnaire des terms, 1676
- Principes de l'architecture, de la sculpture, de la peinture, &c., 1676-1690
- Coletâneas de palestras
- Diários